# Beechcraft 1900

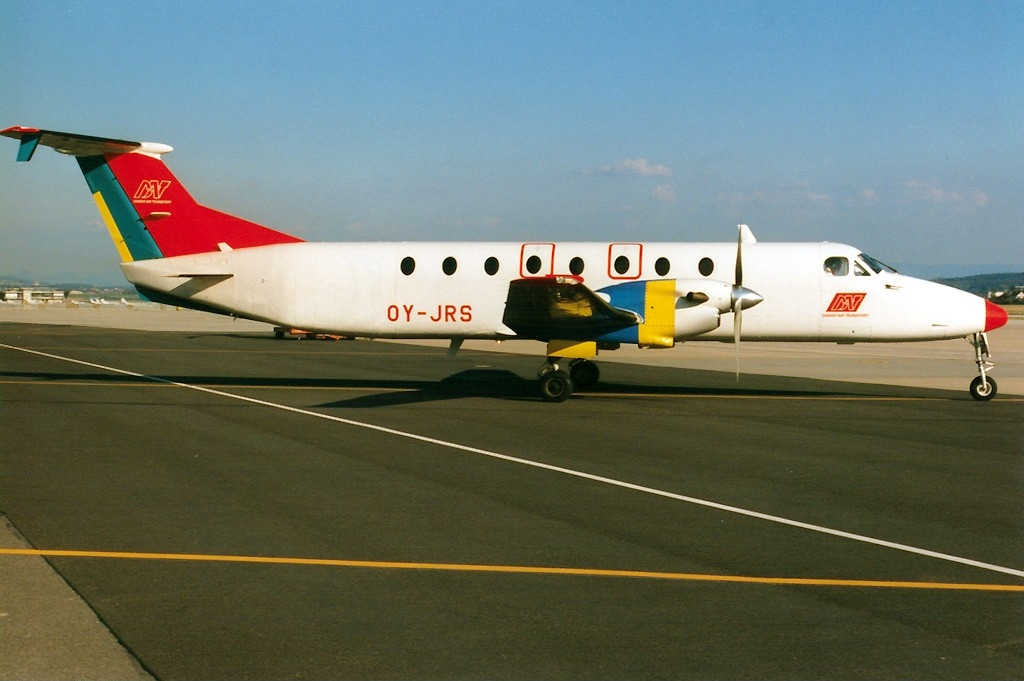
Beechcraft 1900C der Danish Air Transport

Die Beechcraft 1900 ist ein zweimotoriges Zubringerflugzeug der Beech Aircraft Corporation mit Turboprop-Antrieb und Druckkabine. Sie bietet bis zu 19 Passagieren Platz. Zwischen 1984 und 2002 wurden 695 Exemplare gebaut. Die Beechcraft 1900 wurde unter anderem von Air Namibia, Atlantique Air Assistance, Danish Air Transport, Jonair und Twin Jet genutzt.

## Versionen
Es wurden vier Ausführungen gebaut:
- 1900: Grundversion für 19 Passagiere
- 1900C: Hintere Einstiegstür durch größere Frachttür ersetzt
- 1900C-1: Treibstoffbehälter durch Integraltanks ersetzt
- 1900D: erhöhtes Kabinendach, dadurch mehr Kopffreiheit für die Passagiere, außerdem mit kleinen Winglets
- 1900D Executive: Umbau zum Geschäftsreiseflugzeug
- 1900C Cargo: Umbau als Frachtflugzeug

Der ICAO-Code der Beechcraft 1900 lautet B190.

## Zwischenfälle
Diese Liste erhebt keinen Anspruch auf Vollständigkeit.
Von 1987 bis Dezember 2018 kam es mit der Beechcraft 1900 zu 42 Totalverlusten mit 258 Todesfällen. Beispiele:
- Am 23. November 1987 verunglückte eine Beechcraft 1900C der Ryan Air Services (Luftfahrzeugkennzeichen N401RA) bei einem Regionalflug von Kodiak nach Homer innerhalb des US-Bundesstaates Alaska. Kurz vor der Landung stürzte sie manövrierunfähig zu Boden, wobei 18 der 21 Personen an Bord getötet wurden (siehe auch Ryan-Air-Services-Flug 103).[2]

- Am 21. August 1990 stürzte eine Beechcraft 1900C der taiwanischen Luftwaffe (1905) auf einem Feld in der Gemeinde Dongshi (Taiwan) ab. Dabei kamen 18 hohe Militärangehörige ums Leben.[3][4]

- Am 3. Januar 1992 wurde eine Beechcraft 1900C-1 der US Airways Express (N55000) im Landeanflug auf den Flugplatz Saranac Lake-Adirondack (New York) acht Kilometer nordöstlich davon in einen Berg geflogen, obwohl der Anflug mittels Instrumentenlandesystem (ILS) erfolgte. Von den vier Insassen wurden zwei getötet (siehe auch Commutair-Flug 4821).[5]

- Am 19. November 1996 landete eine Beechcraft 1900C der im Auftrag der US-amerikanischen United Express fliegenden Great Lakes Airlines (N87GL) gerade auf dem Quincy Municipal Airport in Quincy (Illinois), als eine private Beechcraft 65-A90 King Air von einer kreuzenden Startbahn des Flughafens startete. Die Maschinen stießen auf der Kreuzung zusammen. Alle 14 Insassen beider Flugzeuge starben, die der King Air beim Aufprall und die der Beechcraft 1900, weil sich eine Tür nach der Ausbruch des Brandes nicht mehr öffnen ließ und den Passagieren die Existenz einer zweiten Nottür nicht bewusst war (siehe auch United-Express-Flug 5925).

- Am 30. Juli 1998 stieß eine Beechcraft 1900D der französischen Proteus Airlines (F-GSJM) auf einem Regionalflug vom Flughafen Lyon Saint-Exupéry zum Flughafen Lorient über der Bucht von Quiberon mit einer privaten Reims Cessna F177RG Cardinal (F-GAJE) zusammen. Beide Flugzeuge zerbrachen in der Luft und stürzten ins Meer. Insgesamt starben 15 Menschen, 14 an Bord der Beechcraft und einer an Bord der Cessna. Die Piloten der Beechcraft hatten auf die Bitte eines Passagiers hin eine Kursabweichung über die Bucht von Quiberon vorgenommen, da dort gerade das berühmte Schiff France lag.[6]

- Am 8. Januar 2003 verloren die Piloten die Kontrolle über ihre Beechcraft 1900D der US Airways Express (N233YV), die sich nach dem Abheben vom Charlotte Douglas International Airport, North Carolina bis auf 52° steil aufgebäumt hatte und nach dem Strömungsabriss in eine Wartungshalle stürzte. Die Maschine fing Feuer, alle 21 Menschen an Bord starben. Hauptursache waren zwei Tage zuvor falsch justierte Steuerelemente des Höhenruders. Die amerikanische Flugaufsichtsbehörde FAA geht außerdem davon aus, dass Übergewicht der Fluggäste den Unfall verursachte und erhöhte im Dezember 2003 die Gewichtsformel für Fluggäste um zehn Pfund pro Person[7] (siehe US-Airways-Express-Flug 5481).[8]

- Am 26. August 2003 stürzte eine Beechcraft 1900D der US Airways Express (N240CJ), die von Colgan Air betrieben wurde, kurz nach dem Start vom Barnstable Municipal Airport (Massachusetts) bei Hyannis ins Meer. Bei dem Unfall kamen beide Piloten an Bord der Maschine ums Leben. Der Absturz war durch grobe Wartungsfehler verursacht worden (siehe auch Colgan-Air-Flug 9446).[9]

- Am 16. März 2004 stürzte eine offiziell der United States Air Force zugehörige, tatsächlich aber von der konspirativen, für das US-Verteidigungsministerium fliegenden Fluggesellschaft Janet betriebene Beechcraft 1900C (N27RA) beim Fliegen einer Kurve für einen Endanflug auf die Tonopah Test Range ab. Fünf Menschen kamen ums Leben. Es stellte sich heraus, dass der an Bluthochdruck leidende Pilot einen plötzlichen Herztod erlitten hatte. Zuvor hatte der Pilot Amtsärzte der Federal Aviation Administration über seinen gesundheitlichen Zustand hinweggetäuscht und Medikamente eingenommen, die seinen Gesundheitszustand noch verschlimmerten (siehe auch Absturz einer Beechcraft 1900 der Janet).

- Am 25. September 2011 wurde nach einem Rundflug über dem Himalaya eine Beechcraft 1900D der nepalesischen Buddha Air (9N-AEK) kurz vor der Landung auf dem Flughafen Kathmandu gegen einen Hügel geflogen. Zur Zeit des Absturzes herrschten niedrige Wolken. Alle 16 Passagiere und 3 Besatzungs-Mitglieder kamen dabei ums Leben.[10]

- Am 10. Februar 2016 verunglückte eine Beechcraft 1900D der Luftwaffe Myanmars (Kennzeichen 4601) kurz nach dem Start vom Flughafen Naypyidaw, als sie auf ein Feld stürzte und Feuer fing. Alle fünf Insassen starben bei dem Unfall.[11]

## Technische Daten

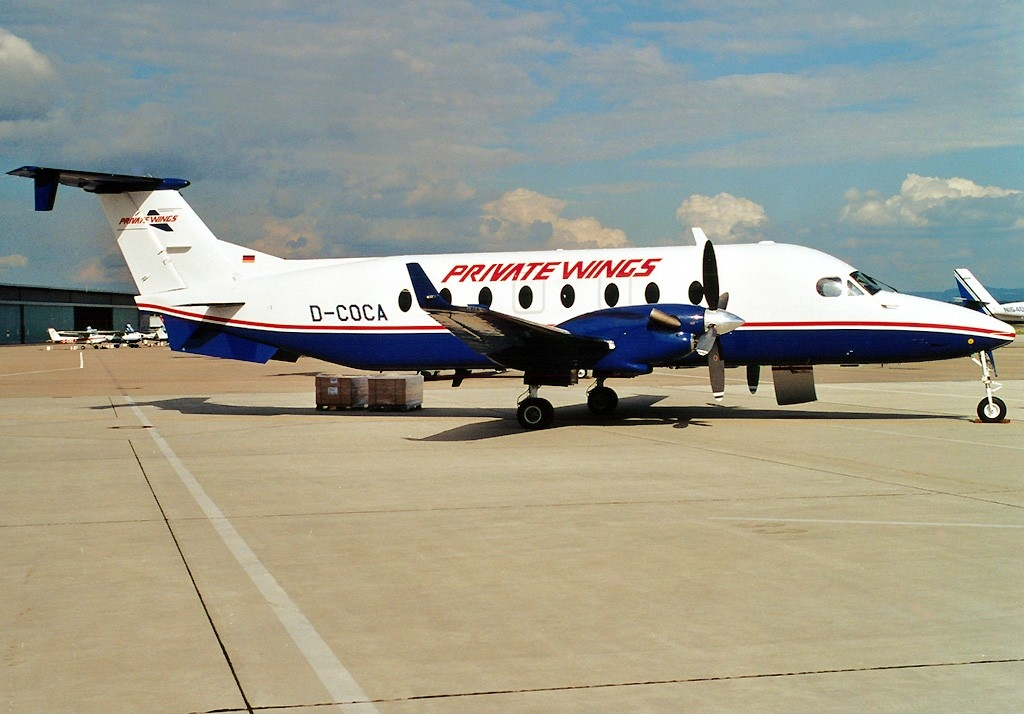
Beechcraft 1900D D-COCA der deutschen Private Wings

| Kenngröße                    | Daten                                                                   |
| ---------------------------- | ----------------------------------------------------------------------- |
| Besatzung                    |                                                                         |
| Passagiere                   | 19                                                                      |
| Länge                        | 17,64 m                                                                 |
| Spannweite                   | 17,61 m                                                                 |
| Höhe                         | 4,54 m (1900C), 4,72 m (1900D)                                          |
| Flügelfläche                 |                                                                         |
| Flügelstreckung              |                                                                         |
| max. Zuladung                | 3.000 kg                                                                |
| Leermasse                    |                                                                         |
| max. Startmasse              | 17.120 lb (7.668 kg) (Beechcraft 1900D)                                 |
| Reisegeschwindigkeit         | 427 km/h (Verbrauch: 245 kg/h)                                          |
| Höchstgeschwindigkeit        | 487 km/h (Verbrauch: 330 kg/h)                                          |
| max. Steigrate               | 710 m/min                                                               |
| Dienstgipfelhöhe             | 7.620 m                                                                 |
| Reichweite („Ferry Flight“)  | 2.620 km                                                                |
| Reichweite mit max. Zuladung | 707 km                                                                  |
| Triebwerke                   | 2 × Pratt & Whitney PT6A-65B (oder DPT6A-67D) mit je 865 kW bzw. 906 kW |